# Mangaluru
Mangaluru (ehemals Mangalore; Tulu: ಕುಡ್ಲ Kudla, Kannada: ಮಂಗಳೂರು Maṅgaḷūru) ist eine bedeutende Hafenstadt im südwestindischen Bundesstaat Karnataka mit rund 550.000 Einwohnern. Die Stadt ist Sitz eines römisch-katholischen Bistums.

## Lage und Klima
Mangaluru liegt in ca. 45 m Höhe an einer Lagune des Arabischen Meeres, einem Teil des Indischen Ozeans, in welche die beiden Flüsse Gurupura und Netravati münden. Die Stadt befindet sich etwa 300 km westlich von Bengaluru und knapp 20 km nördlich der Grenze zu Kerala. Der Küstenabschnitt südlich von Mangaluru bis zur Südspitze des Indischen Subkontinents wird als Malabarküste (Gewürzküste) bezeichnet, nördlich schließt sich die Konkanküste an. In Mangaluru herrscht tropisches Wechselklima. Die Temperaturen schwanken im Jahresverlauf nur geringfügig zwischen 25,9 Grad Celsius im Juli und August und 29,3 Grad Celsius im April. Im Jahresdurchschnitt beträgt die Temperatur 27,2 Grad Celsius. Die Hauptniederschlagszeit fällt in die Zeit des Monsuns von Juni bis September, die stärksten Niederschläge fallen mit manchmal über 1000 mm im Juli; im gesamten Jahr fallen durchschnittlich um die 3400 mm.

## Bevölkerung
| Jahr      | 1991    | 2001    | 2011    |
| Einwohner | 273.304 | 411.327 | 499.387 |

Der Zuwachs der Bevölkerung in den letzten Jahrzehnten ist im Wesentlichen auf die anhaltende Zuwanderung von Familien aus dem Umland zurückzuführen. Etwa 64,5 % der Einwohner von Puttur sind Hindus, knapp 24 % sind Moslems und gut 11 % sind Christen; der Rest entfällt auf kleinere Religionsgemeinschaften. Man spricht überwiegend Tulu, Kannada und Hindi.

## Wirtschaft & Infrastruktur
Von großer Bedeutung ist der neue Seehafen (New Mangalore Port) etwa 10 km nördlich des Stadtzentrums, der zu den größten und wichtigsten ganz Indiens gehört. Hier werden 75 % der indischen Kaffeeausfuhren abgewickelt. Weitere wichtige Ausfuhrprodukte sind Cashewnüsse und Pfeffer. 2004/05 wurden 33,89 Millionen Tonnen umgeschlagen, damit stand Mangaluru unter den 12 Hauptseehäfen Indiens an sechster Stelle. Das Wachstum im Vergleich zum Vorjahr betrug 27 %, das höchste aller 12 Häfen. In den letzten Jahren verzeichnete der Hafen stets zweistellige Zuwachsraten.
Die wichtigsten Industriezweige Mangalurus sind die chemische, Textil- und elektrotechnische Industrie, außerdem spielt die Verarbeitung landwirtschaftlicher Erzeugnisse der Region eine bedeutende Rolle. In Mangaluru gibt es u. a. eine Erdölraffinerie. In der Stadt befindet sich auch das in Südasien größte Werk des deutschen Chemiekonzerns BASF.
Mangaluru verfügt auch über den Flughafen Mangalore, einen Internationalen Flughafen (IATA-Code: IXE), der etwa 20 km außerhalb des Stadtzentrums liegt, nahe der Stadt Bajpe. Von dort gehen täglich Flüge nach Mumbai und Bengaluru. Am 22. Mai 2010 kamen 158 Menschen ums Leben, als dort ein aus Dubai kommendes Flugzeug über das Landebahnende hinausschoss und in Brand geriet; nur wenige Insassen überlebten den Unfall.

## Geschichte
Der Name Mangaluru/davon anglisiert Mangalore soll in der hinduistischen Schutzgöttin der Stadt, Mangaladevi, seinen Ursprung haben. Schon der römische Gelehrte Plinius der Ältere erwähnte die Mündung des Flusses Nithrias, Ptolemäus die des Flusses Nitre. Höchstwahrscheinlich bezogen sich beide auf den Netravati.
Als Mangalapura wird die Stadt in einer Inschrift auf einer Kupferplatte aus dem 7. Jahrhundert erwähnt. Bis ins 14. Jahrhundert wurde sie von verschiedenen Dynastien wie den Kadamba, Chalukya, Alupa, Rashtrakuta und Hoysala beherrscht. Über ihre Herrschaft ist jedoch wenig bekannt. 1342 besuchte der arabische Forschungsreisende Ibn Battuta die Stadt.

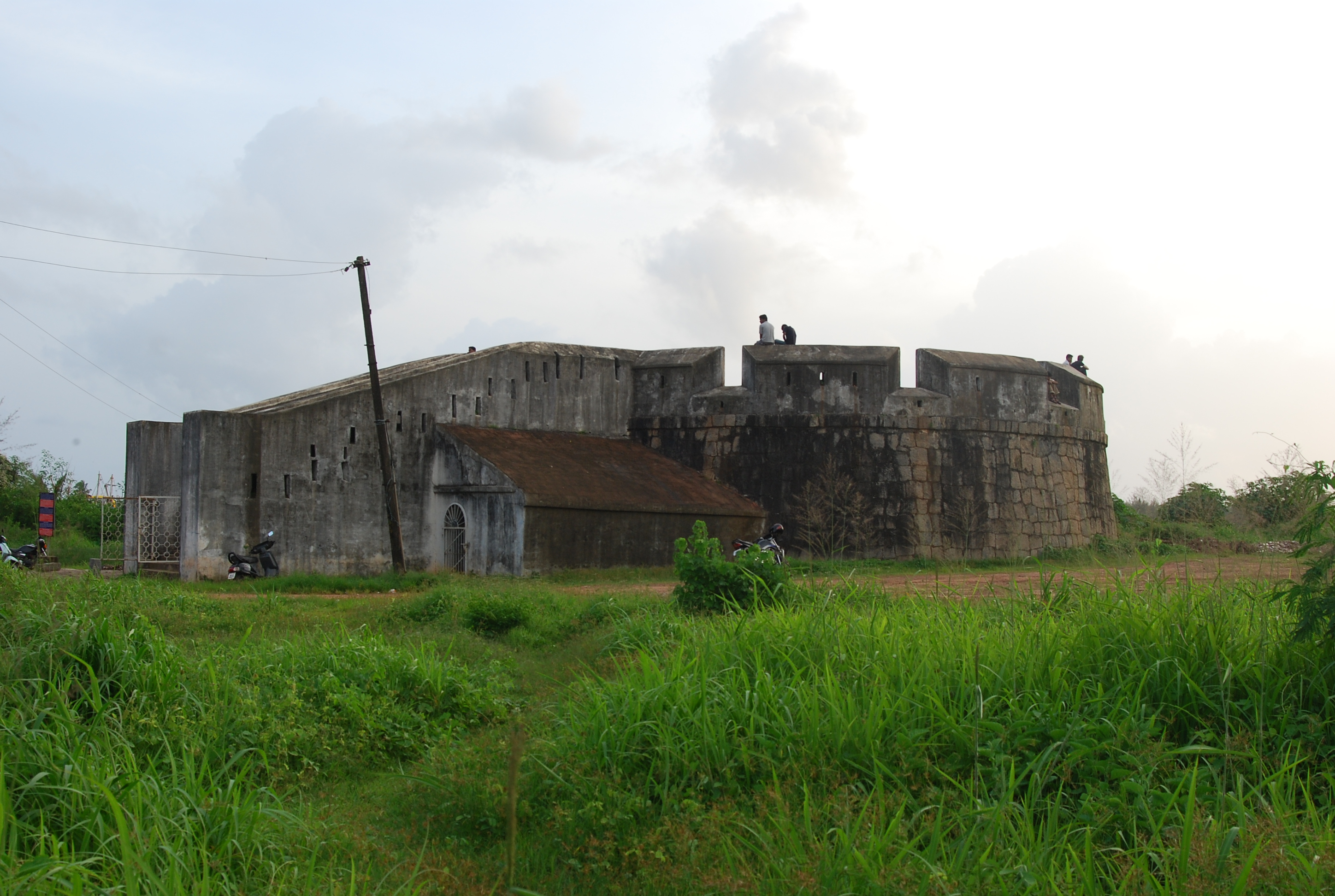
Tipu Sultan errichtete in Mangaluru die Sultan-Battery-Festung

Vom 14. bis ins 16. Jahrhundert gehörte sie zum Vijayanagar-Reich, dessen Herrscher den Portugiesen 1505 die Errichtung einer Festung erlaubten. 1568 nahmen die Portugiesen Mangaluru ein und erbauten eine neue Festung. Die Macht der Kolonialherrscher begann im 17. Jahrhundert zu bröckeln. Unter Raja Shivappa Nayaka (1645–1660) von Keladi mussten die Portugiesen dessen Vorherrschaft dulden, jedoch erstarkten sie nach seinem Tod wieder. Nachdem sie den Arabern den Handel in Mangaluru untersagt hatten, brannten diese die Stadt 1695 nieder. 1714 kehrten die Portugiesen zurück. Endgültig vertrieben wurden sie erst 1763 vom Mysore-König Hyder Ali. Unter ihm gewann der Schiffbau enorm an Bedeutung. Allerdings bestimmte Hyder Ali nur fünf Jahre lang das Schicksal der Stadt, dann wurde sie von den Briten erobert. Von 1794 bis 1799 stand nun Mangalore nochmals fünf Jahre unter der Oberhoheit Mysores, diesmal unter Hyder Alis Sohn Tipu Sultan, und ging dann endgültig in britischen Besitz über. Dort verblieb es bis zur Unabhängigkeit Indiens 1947. Seit 1956 gehört Mangalore, jetzt Mangaluru, zu Karnataka.
Anlässlich des fünfzigsten Jahrestags der Gründung des Bundesstaats im Jahr 2006 beschloss die Regierung von Karnataka nach einem Vorschlag des Schriftstellers U. R. Ananthamurthy, den englischen Namen der Stadt in die Kannada-Namensform Mangaluru umzuändern. Die indische Zentralregierung unter Premierminister Manmohan Singh stimmte der Namensänderung zunächst nicht zu. Erst unter der 2014 gewählten Regierung von Premierminister Narendra Modi trat die Umbenennung am 1. November 2014 durch die Bestätigung der Bundesregierung offiziell in Kraft.

## Kultur

### Sprache
Die meistgesprochene Sprache ist Tulu. Kannada ist als Zweit- oder Muttersprache ebenfalls weitverbreitet, daneben gibt es Minderheiten von Konkani- und Malayalam-Sprechern.

### Tanz
Typisch für Mangaluru und seine Umgebung ist Yakshagana, eine Art traditionelles Tanztheater, bei dem zumeist Szenen aus der hinduistischen Mythologie dargestellt werden.

### Bildung
Seit 1980 ist Mangaluru Sitz einer Universität. Dem Rang einer Universität nahe kommt das National Institute of Technology Karnataka (NITK) in Surathkal. Daneben gibt es mehrere private Colleges.

### Sport
In Mangaluru gibt es einige regionale Sportarten, die sehr populär sind, wie z. B. ein Bullenrennen. Aber auch Schach, Fußball, Cricket und eine Vielzahl anderer Sportarten.

### Sehenswürdigkeiten

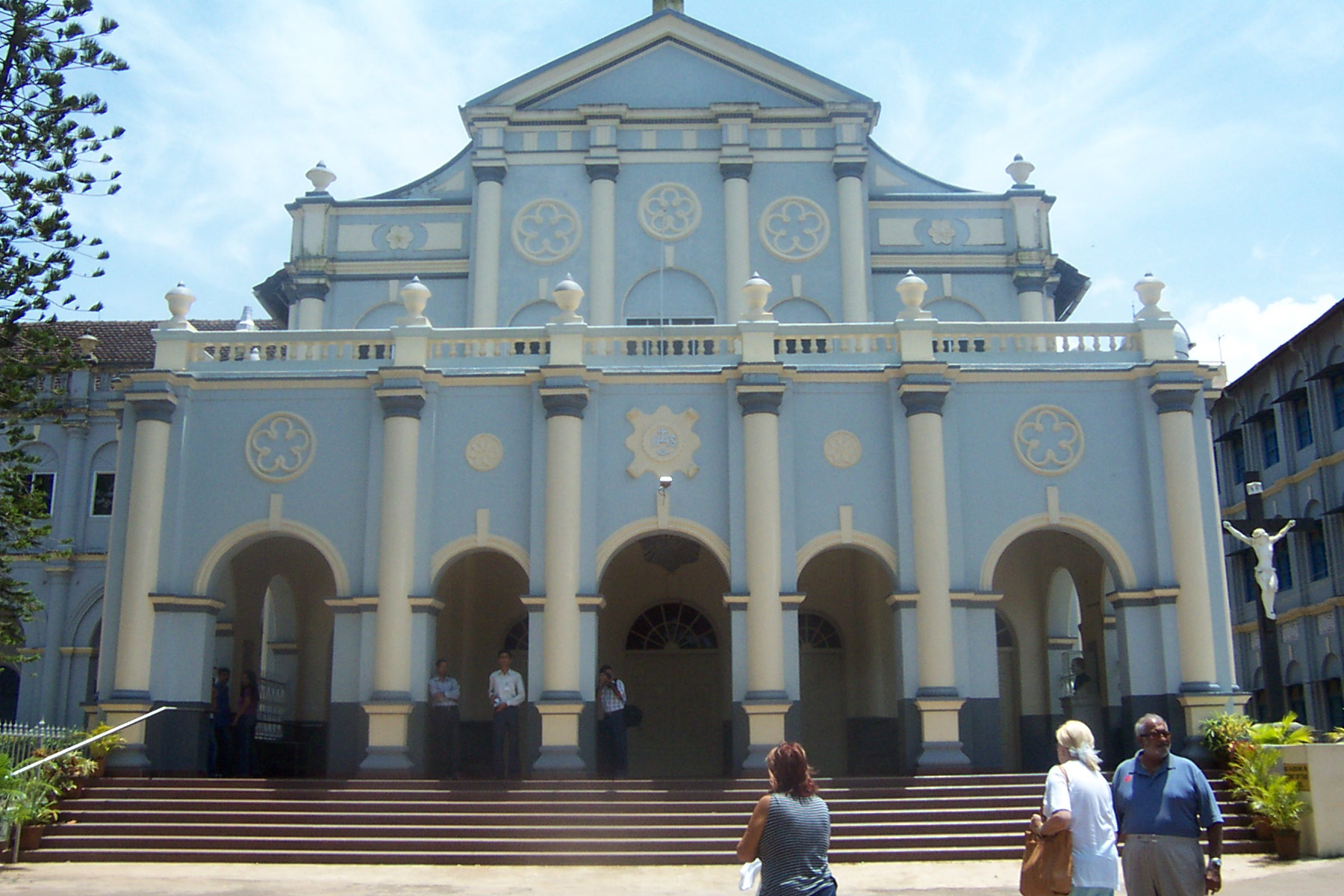
St.-Aloysius-Kirche in Mangaluru

Mehrere Eroberungen und Zerstörungen haben von Mangalurus reichem geschichtlichen Erbe nicht viel übrig gelassen. Dennoch gibt es einige Baudenkmäler, die an die große historische Bedeutung erinnern.
Kadri-Manjunath-Tempel
Der im Kerala-Stil erbaute Hindu-Tempel aus dem 11. Jahrhundert beherbergt eine Bronzestatue der Göttin Lokeshwara, die zu den feinsten Bronzearbeiten ganz Indiens zählt.
St. Aloysius College Chapel
1899 bis 1900 erbaut, weist die Kirche eine außergewöhnlich schöne Innendekoration des italienischen Künstlers Antonio Moscheni auf. Fresken und Gemälde zeigen unter anderem das Leben des Heiligen Aloisius von Gonzaga, des Namensgebers der Kirche, sowie Darstellungen des Apostels Thomas, der das Christentum in Indien eingeführt haben soll, des Heiligen Franz von Assisi und anderer Heiliger. Daneben finden sich biblische Szenen.
Mangaladevi-Tempel
Dem der Göttin Mangaladevi geweihten Tempel verdankt die Stadt Mangaluru ihren Namen. Er stammt aus dem 10. Jahrhundert.
Sultan’s Battery
Heute nur noch eine Ruine, zeugt die aus schwarzem Stein errichtete Festung trotzdem noch immer von der wechselhaften Geschichte Mangalurus. Tipu Sultan ließ sie Ende des 18. Jahrhunderts im Norden der Stadt anlegen, um Kriegsschiffen – besonders britischen – die Zufahrt zum Fluss Gurpur zu verwehren.
Shri-Sharavu-Mahaganapathi-Tempel
Dieser etwa 800 Jahre alte Tempel ist ein bedeutender hinduistischer Pilgerort in der Stadtmitte Mangalurus.
Weitere nennenswerte Sehenswürdigkeiten sind der Sri-Gokarnath-Tempel, die Rosario-Kathedrale, die Milagres-Kirche sowie das Shrimati Bai Memorial Museum.

## Partnerstädte
- Hamilton (Ontario), Kanada, seit 1968
- Delta (British Columbia), Kanada, seit 2010

## Persönlichkeiten

### Söhne und Töchter der Stadt
- Käte Schaller-Härlin (1877–1973), deutsche Malerin
- Wilhelm Pfleiderer (1878–1953), deutscher Gymnasiallehrer und Dialektforscher
- Vittore Rosario Fernandes (1881–1955), römisch-katholischer Geistlicher, Bischof von Mangalore
- Benegal Narsing Rau (1887–1953), Jurist, Richter am Internationalen Gerichtshof
- Basil Salvador Theodore Peres (1900–1958), römisch-katholischer Geistlicher, Bischof von Mangalore
- Taranath Rao (1915–1991), Tabla-Spieler
- Winnibald Joseph Menezes (1916–2002), römisch-katholischer Weihbischof in Bombay
- V. M. Madhavan Nair (1919–2021), Diplomat
- Gopinath Kallianpur (1925–2015), Stochastiker
- George Fernandes (1930–2019), Politiker
- John Baptist Sequeira (1930–2019), katholischer Bischof von Chikmagalur
- Ursula Trautwein (* 1932), deutsche Aktivistin der Frauenbewegung in der Evangelischen Kirche in Hessen und Nassau
- Jay Ullal (1933–2023), Presse- und Porträt-Fotograf
- Percival Joseph Fernandez (* 1935), römisch-katholischer Weihbischof in Bombay
- Vincent Michael Concessao (* 1936), römisch-katholischer Alterzbischof von Delhi
- Lawrence John Saldanha (* 1936), Erzbischof von Lahore
- Alphonsus D’Souza (1939–2016), römisch-katholischer Bischof von Raiganj
- Margaret Alva (* 1942), Politikerin und Rechtsanwältin
- Anand Nayak (1942–2009), Missionswissenschaftler, Religionswissenschaftler und Orientalist
- Salvadore Lobo (* 1945), römisch-katholischer Bischof von Baruipur
- Gerald Isaac Lobo (* 1949), römisch-katholischer Bischof von Shinoga und Udupi
- Clemens Mendonca (* 1949), römisch-katholische Theologin
- Jacintha Saldanha (1966–2012), Krankenschwester
- Aishwarya Rai (* 1973), Schauspielerin und Miss World 1994
- Shilpa Shetty (* 1975), Schauspielerin und Model
- Shamita Shetty (* 1979), Innenarchitektin, Model und Schauspielerin
- Nikhil Poojary (* 1995), Fußballspieler

### Persönlichkeiten mit Bezug zur Stadt
- Anant Agarwal (* 1959), indisch-US-amerikanischer Informatiker, Professor für Elektrotechnik und Informatik am MIT
- Aravind Adiga (* 1974), Schriftsteller